# السكرية (القاهرة)

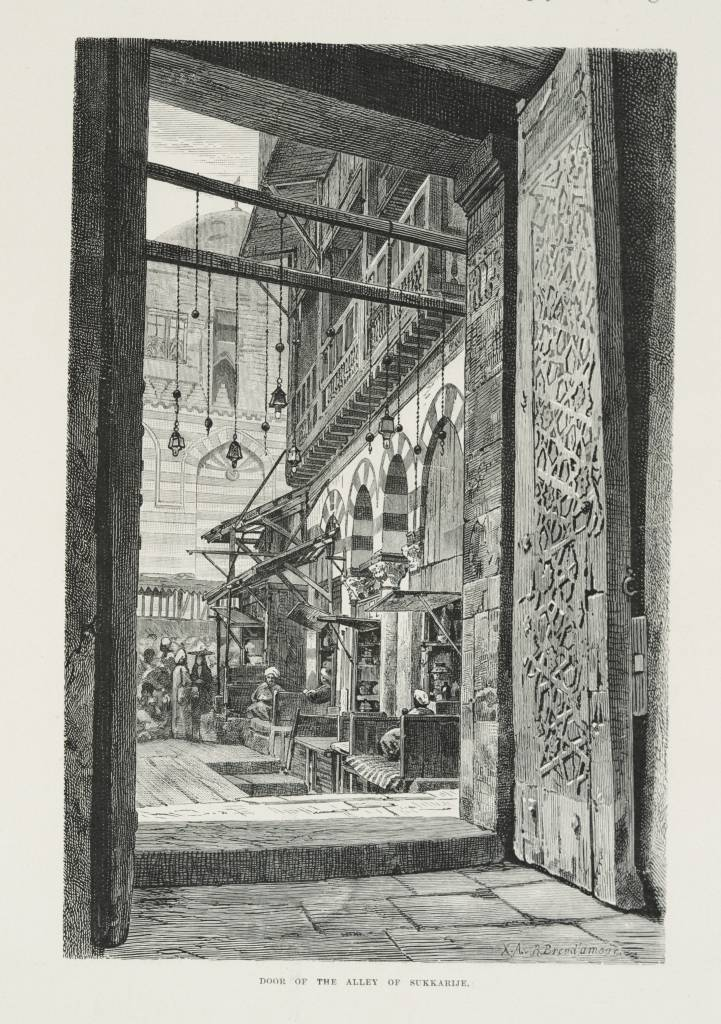
بوابة حارة السكرية - 1878م

السكرية أحد أحياء القاهرة العريقة، تابعة لمنطقة الدرب الأحمر ،دارت فيه أحداث رواية أخذت اسمها لنجيب محفوظ.